# مرلتون (آلاباما)
مرلتون (به انگلیسی: Merrellton) یک منطقهٔ مسکونی در ایالات متحده آمریکا است که در آلاباما واقع شده است. مرلتون ۲۰۵٫۱۳ متر بالاتر از سطح دریا قرار دارد.